# 14-й Венецианский кинофестиваль
14-й Венецианский международный кинофестиваль проходил в Венеции, Италия, с 20 августа по 4 сентября 1953 года.

## Жюри
- Эудженио Монтале (председатель жюри, Италия),
- Гаэтано Гаранчини,
- Сандро Де Фео,
- Нино Гелли,
- Джан Гаспаре Наполитано,
- Луиджи Роньони,
- Антонио Петруччи.

## Конкурсная программа
- Лёгкие годы, режиссёр Луиджи Дзампа
- Возвращение Василия Бортникова, режиссёр Всеволод Пудовкин
- Римские каникулы, режиссёр Уильям Уайлер
- Кровать, режиссёр Ирвинг Реис
- Мулен Руж, режиссёр Джон Хьюстон
- Без отпущения грехов, режиссёр Клод Отан-Лара
- Я был священником округа, режиссёр Рафаэль Хиль
- Маленький беглец, режиссёр Рэй Эшли, Моррис Энджел и Рут Оркин
- Происшествие на Саут-стрит, режиссёр Сэмюэл Фуллер
- Садко (фильм), режиссёр Александр Птушко
- Тереза Ракен, режиссёр Марсель Карне
- Сказки туманной луны после дождя, режиссёр Кэндзи Мидзогути
- Маменькины сынки, режиссёр Федерико Феллини

## Награды
- Золотой лев: Награда не вручалась!
- Серебряный лев:
  - Мулен Руж, режиссёр Джон Хьюстон
  - Маленький беглец, режиссёр Рэй Эшли, Моррис Энджел и Рут Оркин
  - Садко, режиссёр Александр Птушко
  - Тереза Ракен, режиссёр Марсель Карне
  - Сказки туманной луны после дождя, режиссёр Кэндзи Мидзогути
  - Маменькины сынки, режиссёр Федерико Феллини
- Кубок Вольпи за лучшую мужскую роль: Анри Вильбер — Без отпущения грехов
- Кубок Вольпи за лучшую женскую роль: Лилли Палмер — Кровать